# Liste der Kulturgüter in Remetschwil
Die Liste der Kulturgüter in Remetschwil enthält alle Objekte in der Gemeinde Remetschwil im Kanton Aargau, die gemäss der Haager Konvention zum Schutz von Kulturgut bei bewaffneten Konflikten, dem Bundesgesetz vom 20. Juni 2014 über den Schutz der Kulturgüter bei bewaffneten Konflikten sowie der Verordnung vom 29. Oktober 2014 über den Schutz der Kulturgüter bei bewaffneten Konflikten unter Schutz stehen.
Objekte der Kategorie A sind im Gemeindegebiet nicht ausgewiesen, Objekte der Kategorie B sind vollständig in der Liste enthalten, Objekte der Kategorie C fehlen zurzeit (Stand: 1. Januar 2023). Unter übrige Baudenkmäler sind weitere geschützte Objekte zu finden, die in der Bau- und Nutzungsordnung der Gemeinde verzeichnet und nicht bereits in der Liste der Kulturgüter enthalten sind.

## Kulturgüter
| Foto | | Objekt                  | Kat. | Typ | Standort        | Beschreibung |
| ---- | --- | ----------------------- | ---- | --- | --------------- | --- |
| BW   | Datei hochladen · Wikidata zu Grosshau; späteisenzeitliches/römisches Brandgrab/Brandgräber (Q105815672) | Grosshau KGS-Nr.: 15682 | B    | F   | 668029 / 251381 | 1948 entdeckte Brandgräber aus dem 1. Jahrhundert n. Chr. mit frührömischer Keramik und latènezeitlichen Waffen als Grabbeigaben. |

## Übrige Baudenkmäler
| ID     | Foto |                                                               | Objekt               | Typ | Standort                               | Beschreibung |
| ------ | ---- | ------------------------------------------------------------- | -------------------- | --- | -------------------------------------- | ------------ |
| 4.2.2  | BW   | Datei hochladen                                               | Wegkreuz             | K   | K271/Rusch, Busslingen 666223 / 251224 |              |
| 4.2.3  | BW   | Datei hochladen                                               | Wegkreuz und Brunnen | K   | Busslingen 666366 / 251261             |              |
| 4.2.7  | ja   | Datei hochladen · Wikidata zu Wegkreuz Dingematt (Q105816126) | Wegkreuz             | K   | Dingematt 666774 / 251588              |              |
| 4.2.8  | ja   | Datei hochladen · Wikidata zu Wegkreuz Dorfkern (Q105816222)  | Wegkreuz             | K   | Dorfstrasse 667071 / 251244            |              |
| 4.2.9  | BW   | Datei hochladen                                               | Wegkreuz             | K   | Goger 666974 / 251103                  |              |
| 4.2.10 | BW   | Datei hochladen                                               | Wegkreuz             | K   | Sennhof 668196 / 251058                |              |
| 4.2.12 | BW   | Datei hochladen                                               | Brunnen              | K   | Zopf 666997 / 251072                   |              |
| 4.2.13 | BW   | Datei hochladen                                               | Brunnen              | K   | Foregass 667439 / 251273               |              |
| 4.2.14 | BW   | Datei hochladen                                               | Brunnen              | K   | Sennhof 668207 / 251051                |              |
| 4.2.19 | ja   | Datei hochladen · Wikidata zu Wegkreuz Foregass (Q105816278)  | Wegkreuz             | K   | Foregass 667360 / 251241               |              |
| 4.2.20 | ja   | Datei hochladen                                               | Brunnen              | K   | Buchslistrasse 667133 / 251354         |              |

Legende: Siehe Legende der Liste der Kulturgüter von nationaler und regionaler Bedeutung. Anstelle der KGS-Nummer wird als Objekt-Identifikator (ID) die Inventar- oder Gebäudenummer in der Bau- und Nutzungsordnung der Gemeinde verwendet.